# غرنا (بالا لاريجان)
غرنا (بالفارسية: گرنا) هي قرية تقع في إيران في قسم بالا لاریجان الريفي. يقدر عدد سكانها بـ 184 نسمة بحسب إحصاء 2016.